# ステニナ島

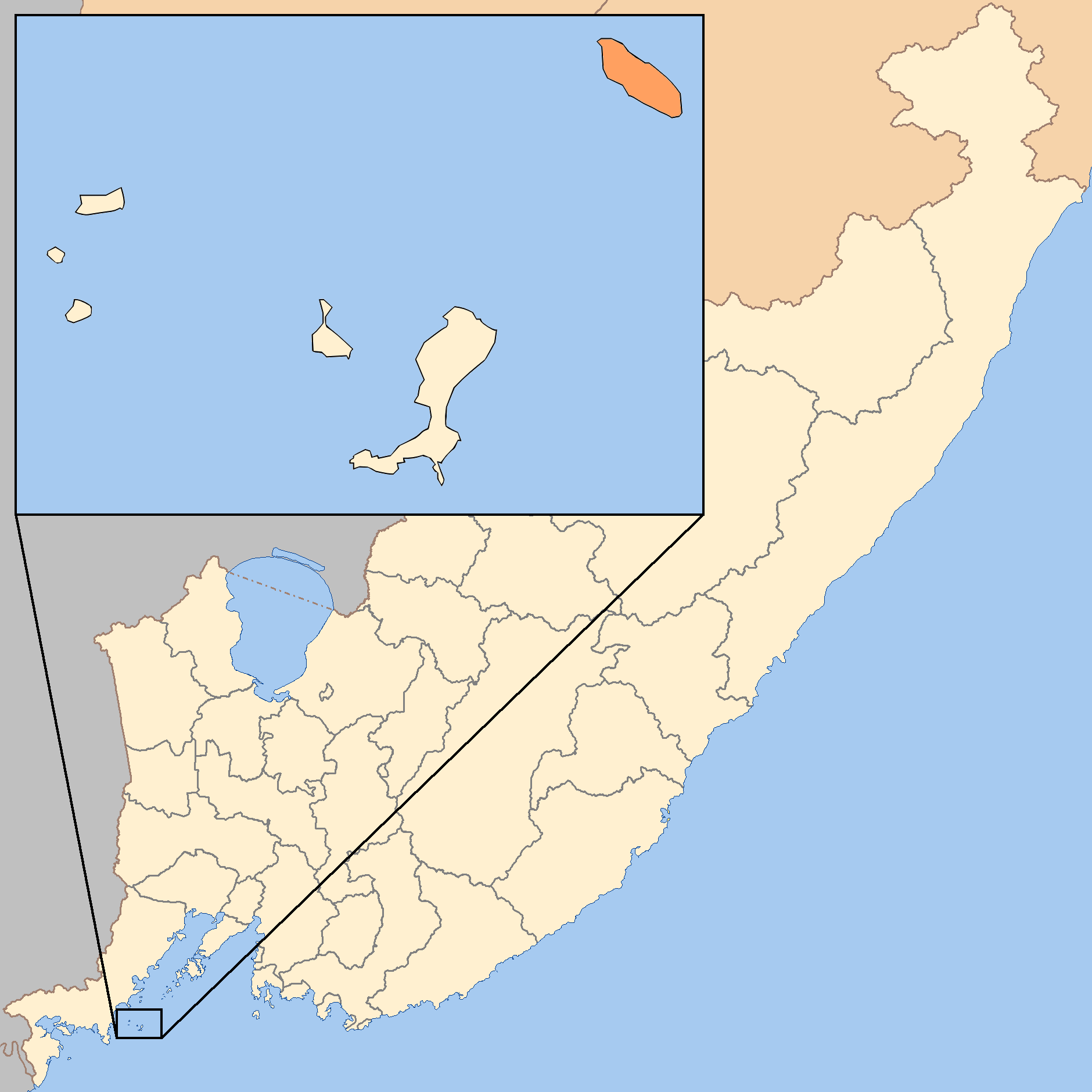
ステニナ島の位置

ステニナ島(ステニナとう、露語：Остров Стенина)とは、日本海北西部のピョートル大帝湾のリムスキー=コルサコフ諸島に属する島である。諸島で2番目に大きい島である。ウラジオストクの約53キロ南西に位置している。行政上はロシア連邦沿海地方ハサン地区に属する。島全域が極東国家海洋保護区（DVGMZ、Дальневосточный морской заповедник）に指定されている。無人島である。

## 歴史
島は1851年にフランスの捕鯨船により発見され、翌年1852年にフランスのブリッグ”Caprice”の乗組員により記述された。その後、1854年に海図に描かれた。島名は海図に描かれた当初Redcliffであった。この名称は1880年までロシアの地図上で示された。1880年にロシア海軍の航海技師А. С. Стенинаの名前から現在の島名となった。

## 地理
最高点は144.3m。面積は1.27km2。丘陵状の地形で落葉樹や低木が生い茂っている。海岸線は岩がちで急峻な、赤みを帯びた色をした磯となっている。島の北西部は雑草が生い茂っている。